# Вененд
Вененд, также Вананд (азерб. Vənənd) — село и муниципалитет в Ордубадском районе Нахичеванской Автономной Республики Азербайджана. 

## Этимология
Согласно азербайджанским авторам, название села может быть связано с древним тюркским племенем Ванандлар. Согласно другому мнению, топоним происходит от названия известного азербайджанского племени Алванди. По данным историка Моисея Хоренаци (V век), этот ойконим связан с именем Вахандура Вандина из тюркского племени булгар. Во II веке до н. э. булгары, жившие на Северном Кавказе и побережьях Чёрного моря, ушли на Южный Кавказ, основав там множество поселений. Одним из таких поселений стало поселение Вененд на территорий современной Карсской области, зафиксированное в XII века. Нынешнее селение Вененд появилось в результате миграции семей оттуда в Нахичевань, благодаря чему и получило своё название.

## Расположение
Вененд находится на юго-западе Азербайджана, в Ордубадском районе Нахичеванской Автономной Республики, примерно в 17 км к северо-западу от города Ордубад. Село расположено на дороге Ордубад-Унус, на берегу реки Ванандчай (приток Куры).
До 60-х гг. 20 века территория село Диза была одним из магалов села Вененд, из территории села был выделен магал Диза и образовано новое село. В советское время муниципалитет Вененда состоял из всех деревень, расположенных на дороге Ордубад-Унус, а именно Ханага, Агры, Диза, Вененд, Велавер, Горухлар, Дисяр (Башкенд), Анагут, Дырныс, Келеки, Унус, Пезмери. До 2010 года муниципалитет сократился до сел Ханага, Агры, Диза, Вененд, Велавер, Горухлар. На сегодняшний день муниципалитету подчинены села Вененд и Диза.

## История
Вананд — одно из древних поселений современного Азербайджана. Вероятно название связано с племенем Ванандлар (от тюрк. люди Вананда). На древнем кладбище села были обнаружены монументы с каменным бараном на надгробных камнях. Согласно источникам, в средние века Вененд был одним из сел в Гиранском районе Нахичеваня. В 13 веке в Вененде государственным деятелем династии Хулагуидов историком Мухаммедом Джувейни была построена обширная ханега для дервишей. В 1727 году Вененд входил в состав области Азадчиран Нахчыванского санджака Чухур-Саадского беглярбекства, в этот период доход села составил 12 783 акча. В Венеде также сохранились остатки историко-архитектурных памятников Средневековья, такие, как мечети, бани, ханеге и т.д. Поэт Кудси Вананди родился в этой деревне.

### Мечеть Вененда
Мечеть Вененда – это историко-архитектурный памятник средневековья в селе Вананд. Он был построен в 1324/25 году. Площадь мечети составляет примерно 375 квадратных метров, мечеть имеет прямоугольную форму, ее высота 7 м, имеется купол. Мечеть несколько раз реставрировалась, в начале 17 века к ней было пристроено большое здание. В настоящее время оригинальное здание Джума-мечети находится в северо-западном углу здания. Войти в эту часть, можно через дверь со стороны западного фасада. У входа в мечеть арабской каллиграфией в форме насра написано «В семьсот двадцать пять лет (1324-25 по григориаскому календарю) ... построено» .  На северной арке мечети, также присутствует эпитафия в которой указано, что мечеть была восстановлена в 1732 году Мухаммадом Резой из Вананда, также приведены сведения о хозяйственной жизни Вананда и Нахичеваня в первой половине 18 века. Эпитафия впервые была переведена на французский язык русским востоковедом, историком, этнографом и дипломатом Н. В. Ханыковым.

### Ванандлар
По утверждению азербайджанской «Нахичеванской энциклопедии», Ванандлар — древнее тюркское племя булгар. Сведения о Ванандлар можно найти в трудах древнегреческих (Геродот, Тит Ливий, Тацит), латинских и византийских (Прокопий из Кесарии, Иордан), армянских (Мовсес Хоренаци), арабских и еврейских (ал-Масуди, Кардизи) авторов. Несколько топонимов в Азербайджане, согласно авторам «Нахичеванской энциклопедии», получили свое название от названия племени Ванандлар, такие как, Вененд, Венендчай, Сырхаванд, Ходжавенд, Ванддам.

## Население
Численность населения:
- 1933 год — 1934
- 2000 год — 2292
- 2005 год — 2347
- 2009 год — 2455

## Экономика

### Местное хозяйство
Жители села занимаются огородничеством, зерноводством, хлопководством, животноводством.

### Социально-бытовое обслуживание
В селе есть общеобразовательная школа, музыкальная школа, библиотека, дом культуры, медицинский пункт и детский сад.

## Известные уроженцы
- Кудси Вананди — поэт